# Liste der Naturdenkmale in Titisee-Neustadt
| Naturdenkmale | Anzahl |
| ------------- | ------ |
| FND           | 1      |
| END           | 0      |
| Gesamt        | 1      |

Die Liste der Naturdenkmale in Titisee-Neustadt nennt die verordneten Naturdenkmale (ND) der im baden-württembergischen Landkreis Breisgau-Hochschwarzwald liegenden Stadt Titisee-Neustadt. In Titisee-Neustadt gibt es insgesamt ein als Naturdenkmal geschütztes Objekt, das ein flächenhaftes Naturdenkmal (FND) ist.
Stand: 1. November 2016.

## Flächenhafte Naturdenkmale (FND)
| Name                     | Bild | Kennung     | Einzelheiten     | Position | Fläche Hektar | Datum        |
| ------------------------ | ---- | ----------- | ---------------- | -------- | ------------- | ------------ |
| Toteisloch               | BW   | 83151130001 | Titisee-Neustadt | ⊙        | 1,2           | 1. Apr. 1987 |
| Legende für Naturdenkmal |      |             |                  |          |               |              |